# 陈潜
陈潜（1934年—），男，江西南昌人，中国人民解放军将领、中国人民解放军空军中将。 
1993年，授予中国人民解放军空军中将，曾任空军副政治委员。